# Trận Garigliano (915)
Về trận chiến năm 1503 với cùng tên gọi, xem thêm Trận Garigliano (1503).
Trận Garigliano diễn ra vào năm 915 giữa quân Kitô giáo và nhà Fatima. Đích thân Giáo hoàng John X dẫn đầu liên quân Kitô giáo tham chiến.

## Bối cảnh
Sau một loạt các cuộc tấn công tàn phá những vị trí trọng yếu của Lazio vào nửa sau thế kỷ 9, nhà Fatima đã cho thành lập một thuộc địa bên cạnh thành phố cổ Minturnae, gần sông Garigliano. Tại đây, người Saracen thậm chí còn thiết lập liên minh với các vương công Kitô giáo lân cận (đặc biệt là hypati xứ Gaeta), lợi dụng sự chia rẽ giữa họ để chiếm lấy ưu thế.
Tuy vậy Giáo hoàng John X đã tìm cách tái hợp nhất số vương công này trong một liên minh nhằm mục đích đánh đuổi người Saracen ra khỏi cứ điểm nguy hiểm của họ. Quân đội Kitô giáo đoàn kết cùng giáo hoàng với một số vương công Lombard hoặc gốc gác Hy Lạp ở miền nam Ý, bao gồm Guaimar II xứ Salerno, hai cha con John I xứ Gaeta và Docibilis, hai cha con Gregory IV của Napoli và John, cùng Landulf I của Benevento và Capua. Vua của Ý là Berengar I đã gửi quân tiếp viện từ Spoleto và Marche dưới sự chỉ huy của Alberic I, công tước Spoleto và Camerino. Đế quốc Đông La Mã cũng tham gia bằng cách gửi một đạo tinh binh từ Calabria và Apulia dưới quyền thống soái của strategos xứ Bari là Nicholas Picingli. Đích thân John X thống lĩnh một số đạo quân từ Lazio, Toscana và Roma. 

## Trận chiến
Hành động đầu tiên đã diễn ra ở miền bắc Lazio, nơi các toán quân cướp bóc nhỏ bị đánh úp và tiêu diệt toàn bộ. Lực lượng Kitô giáo đạt được hai chiến thắng quan trọng hơn tại Campo Baccano, trên đường công lộ Via Cassia, và tại vùng Tivoli và Vicovaro. Sau những thất bại, quân Hồi giáo đã chiếm Narni và các đồn lũy khác đã di chuyển trở lại tiền đồn chính của Fatima trên sông Garigliano: đây là một khu định cư có tường thành vây quanh (kairuan) mà địa điểm này vẫn chưa được xác định một cách chắc chắn. Cuộc vây hãm bắt đầu vào tháng 6 năm 915.
Sau khi bị đẩy ra khỏi doanh trại kiên cố, quân Saracen đã rút lui về ngọn đồi gần đó. Tại đây họ chống trả lại những đợt tấn công của Alberic và Landulf. Tuy nhiên do quân lương đã bị cướp đi và nhận thấy tình hình đã trở nên tuyệt vọng nên vào tháng 8 cùng năm, quân Saracen đã cố phá vây mở đường tiếp cận bờ biển và trốn thoát đến Sicilia. Theo biên niên sử thì toàn bộ quân Hồi giáo đã bị bắt sống và đem đi xử tử.

## Hậu quả
Berengar đã được tưởng thưởng với sự ủng hộ của giáo hoàng và cuối cùng đoạt lấy ngôi vị đế chế, trong khi uy tín của Alberic sau khi trận toàn thắng đã ban cho ông một vai trò ưu việt trong lịch sử tương lai của thành Roma. John I xứ Gaeta có thể mở rộng lãnh thổ công quốc của mình đến tận Garigliano, và đón nhận danh hiệu patrikios từ Byzantium đã dẫn gia tộc của ông đi đến chỗ tự xưng là"công tước".